# 柳叶虎刺
柳叶虎刺（学名：Damnacanthus labordei）为茜草科虎刺属下的一个种。

## 扩展阅读
- 維基物種上的相關：柳叶虎刺